# Križari
Križari (Pl. von kroatisch Križar ‚Kreuzfahrer‘) ist ein Sammelbegriff für antikommunistische und nationalistische Guerilla-Kämpfer, die nach Ende des Zweiten Weltkriegs gegen das neu errichtete kommunistische Jugoslawien kämpften. Regional wurden sie mit slowenisch Matjaževo gibanje (Matjaž-Bewegung) oder kroatisch Škripari, Kamišari, Špiljari, Jamari oder Šumnjaci (für jemanden der in einer Karsthöhle (škrape) bzw. einem Wald lebt) bezeichnet.
Die Križari bestanden aus ehemaligen Angehörigen der Slowenischen Heimwehr, der kroatischen Streitkräfte im Zweiten Weltkrieg sowie der faschistischen Ustascha. Sie operierten in kleiner Zahl über mehrere Jahre nach dem Zweiten Weltkrieg. So existierten durch die Unterstützung von Teilen der örtlichen Bevölkerung einzelne Kämpfer oder lokal unabhängig voneinander operierende Gruppen, auf dem Gebiet Sloweniens (bis 1952), Kroatiens (bis 1950) und Bosnien und Herzegowinas (bis 1958).
Häufig wurden Križari durch den jugoslawischen Geheimdienst Odjeljenje za zaštitu naroda (OZN) bzw. ab 1946 von der jugoslawischen Geheimpolizei Uprava državne bezbednosti (UDB) aufgespürt und ohne Gerichtsverfahren getötet. Ihre Bekämpfung durch den jugoslawischen Staat ging auch mit Repressalien gegen die mit den Križari in Verbindung stehende, örtliche Zivilbevölkerung einher.

## Bekannte Križari
- Vjekoslav Luburić (1914–1969), Ustascha-General, Oberbefehlshaber der Streitkräfte und Križari
- Erich Lisak (1912–1947), Ustascha-Offizier und Polizeichef
- Ante Moškov (1911–? um 1947/48), Ustascha-General
- Vjekoslav Blaškov (1912–1948)
- Božidar Kavran (1913–?)
- Ljubo Miloš (1919–1948)
- Srećko Rover (1920–2005)
- Vinko Škrobo (1924–1948)

## Sonstiges
Die Ultra-Gruppierung des bosnisch-herzegowinischen Fußballvereins NK Široki Brijeg trägt den Namen Škripari.